# SECOR 1B
SECOR 1 (ang. SEquential COllation of Range) – amerykański wojskowy satelita naukowy. Służył do badań związanych z nawigacją satelitarną i geodezją. Stanowił część programu SECOR. Zakładany czas pracy wynosił 3 lata.

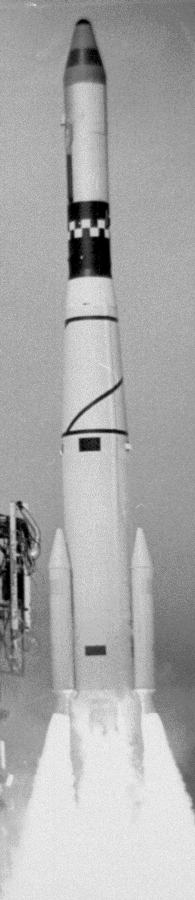
Start rakiety Thor SLV-2A Agena D z ładunkiem 5 satelitów, Composite 4

Statek pozostaje na orbicie okołoziemskiej, której żywotność szacuje się na 1500 lat.

## Nieudana próba
SECOR 1 był tak naprawdę drugim statkiem w serii. Pierwszy, oznaczony nazwą SECOR 1A, uległ zniszczeniu w nieudanym starcie rakiety Thor Able Star, 24 stycznia 1962. Był to start ładunku 5 satelitów o wspólnej nazwie Composite 1.